# 清見原神社
清見原神社（きよみはらじんじゃ）は、大阪府大阪市生野区にある神社である。
天武天皇を主祭神とし、明治の神社合祀により素盞嗚尊・大山咋命・天水分神・國水分神を合わせ祀る。

## 歴史
水害により社記等が流失したため創建の詳細は不詳である。口伝によれば、天武天皇が大和の飛鳥浄御原宮から難波に行幸した際に現在の当社鎮座地で休憩したという。現在の社名はこの伝承によるものであり、このとき天武天皇が吉野の方をかえり見たとのことから、附近の地名「吉野見」が生まれた。天武天皇の歿後、一帯を本拠としていた大伴氏が天武天皇を祀る神社を創建し、天武天皇宮と称したと伝えられる。以降、旧大友村の氏神として崇敬された。
明治5年、清見原宮に改称した。明治42年、政府の神社合祀政策に基づき、小路村内にある旧片江村の素盞嗚尊神社（祭神 素盞嗚尊）、旧中川村の松尾神社（祭神 大山咋命）、旧腹見村の木守勝手神社（祭神 天水分神・国水分神）、旧大瀬村の八劔神社（祭神 神素盞嗚尊）を、村の中心部で学校もある旧大友村の清見原宮に合祀し、村名をとって小路神社に改称した。昭和17年（1942年）、紀元2600年記念事業として境内拡張、社殿増改築が行われ、この際に現在の清見原神社に改称した。